# 澎湖發電廠拆除事件
台灣澎湖發電廠歷史最早可追溯至日治時期的1912年，後因運轉中心移轉至尖山發電廠，台灣電力公司在2005年宣布此舊電廠廢除。2019年8月3日，澎湖縣政府動工拆除位於馬公市光復里的澎湖發電廠，引發當地團體不滿。
23°34′03″N 119°34′18″E / 23.5675°N 119.571583°E

## 背景

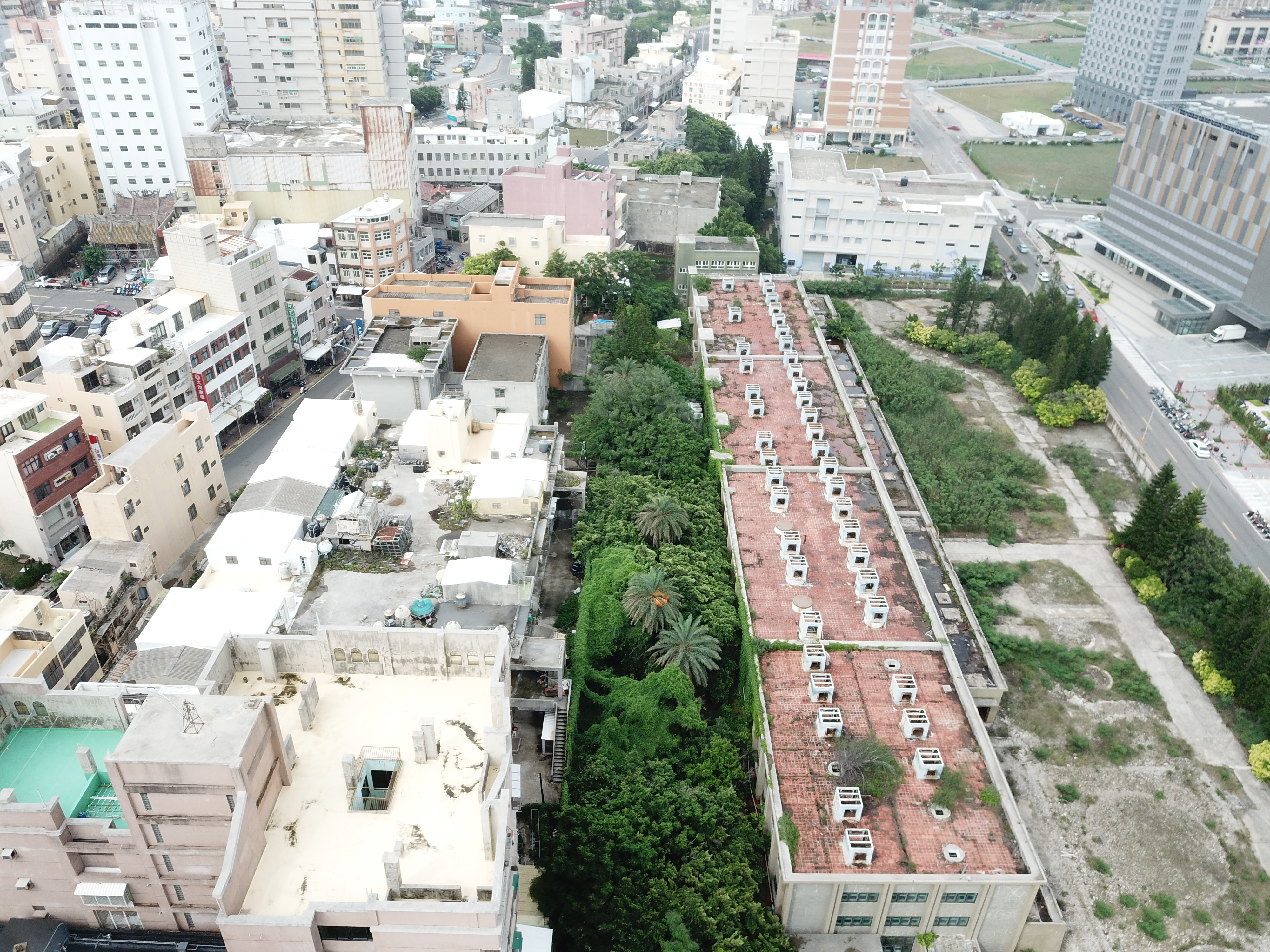
隆貴公園暨台電舊廠園區空拍圖，大片林蔭顯而易見，攝於2018年。

根據澎湖縣議員陳海山之提案與促成，澎湖縣政府建設處規劃的「隆貴公園廣場兼停車場聯通道路工程案」，因應新路鋪建以接通新生路與海埔路，決議拆除澎湖發電廠廠房與隆貴公園，並在廠址內分設兩座停車場。
「隆貴公園廣場兼停車場聯通道路工程案」自2018年、澎湖縣長陳光復任內便爭議不斷。2018年7月30日，澎湖青年陣線召集人冼義哲便嚴正批評此案浪費公帑，明明100公尺外便有四線道的北辰街從新生路連結至海埔路，直言「新村路貫通海埔路」之工程完全無必要性。
澎湖縣議員陳慧玲調查後也提出質疑，該設計藍圖的連結道路根本未與停車場相通，明顯有逃避法規取巧之嫌；且新村路連結至海埔路的高低段差達8公尺，難免有行車安全的疑慮。建設處長盧春田則向陳慧玲保證，安全性絕無問題。

### 公務員批評民眾失職
2019年2月，繼任的澎湖縣長賴峰偉核准工程款新台幣2582萬的馬公市光復里「開闢連通新村路－隆貴公園－海埔路車行道路」的計畫，決議拆除澎湖發電廠以及隆貴公園。同月15日，澎湖縣政府經濟建設處城鄉發展科科長陳韋成率同建商進行拆除工程，遭到光復里居民抗議，陳韋成當眾「政府都有完成程序，是民眾失職」一席發言，引發民眾強烈不滿，差點擴大衝突，翌日又傳「工程鑑界」出問題，工程暫時停宕。
「澎湖電廠及隆貴公園自救會」代表曾宥輯曾向文化部提報申請電廠為「歷史建築」，惟澎湖縣政府在4月22日（星期一）舉辦「本縣古蹟、歷史建築、紀念建築、聚落建築群、史蹟暨文化景觀審議會108年第3次會議 」，澎湖縣總計13位文資委員，現場十位文資委員出席，九位委員投票（郁國麟利益迴避），全數反對將澎湖發電廠列為歷史建築。

## 拆除
2019年8月3日，建設處科長陳韋成再度受命拆除電廠廠房，並以「防止陳抗」為由，發布現場管制，不准任何媒體進入採訪，成功拆毀電廠廠房。不乏民眾質疑縣府特意選擇在周末施工，批評此舉與突襲無異，陳韋成否認突襲動工，強調「事先告知村里辦公室」一詞，回應各界質疑。
自救會代表曾宥輯在獲悉拆除後在訪談中表示：「監察院審查判決還沒下來，縣府就故意挑在假日進行強拆。」冼義哲更公開批評文資委員之一的郁國麟：「身兼拆除單位的土木技師，又同個時間擔任同一個案件的文化資產審議委員，完全不遵守利益迴避！」
郁國麟則回應，依規定簽轉技師不用利益迴避，但文資審查投票時他自動缺席，並未參予投票，現場仍是以9:0否決「歷史建築」的提案，可見澎湖電廠並無保存價值，此外，拆除的部分還是1983年所建，整間電廠根本不算百年建築，遑論文化資產，希望冼義哲發言恪守分寸，以免觸法。

## 圖輯

澎湖縣政府：「開闢連通新村路－隆貴公園－海埔路車行道路案」
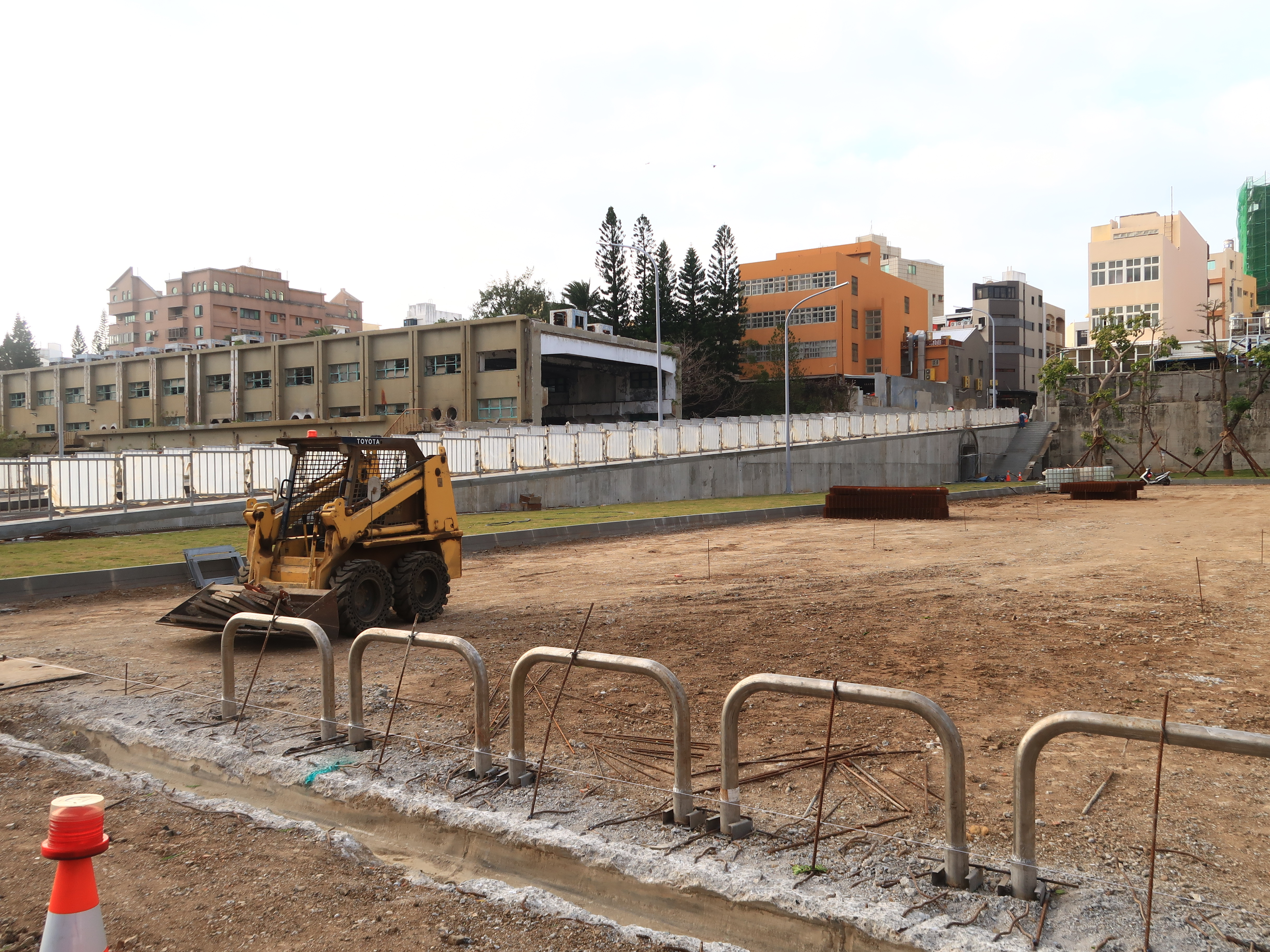
新闢新村路
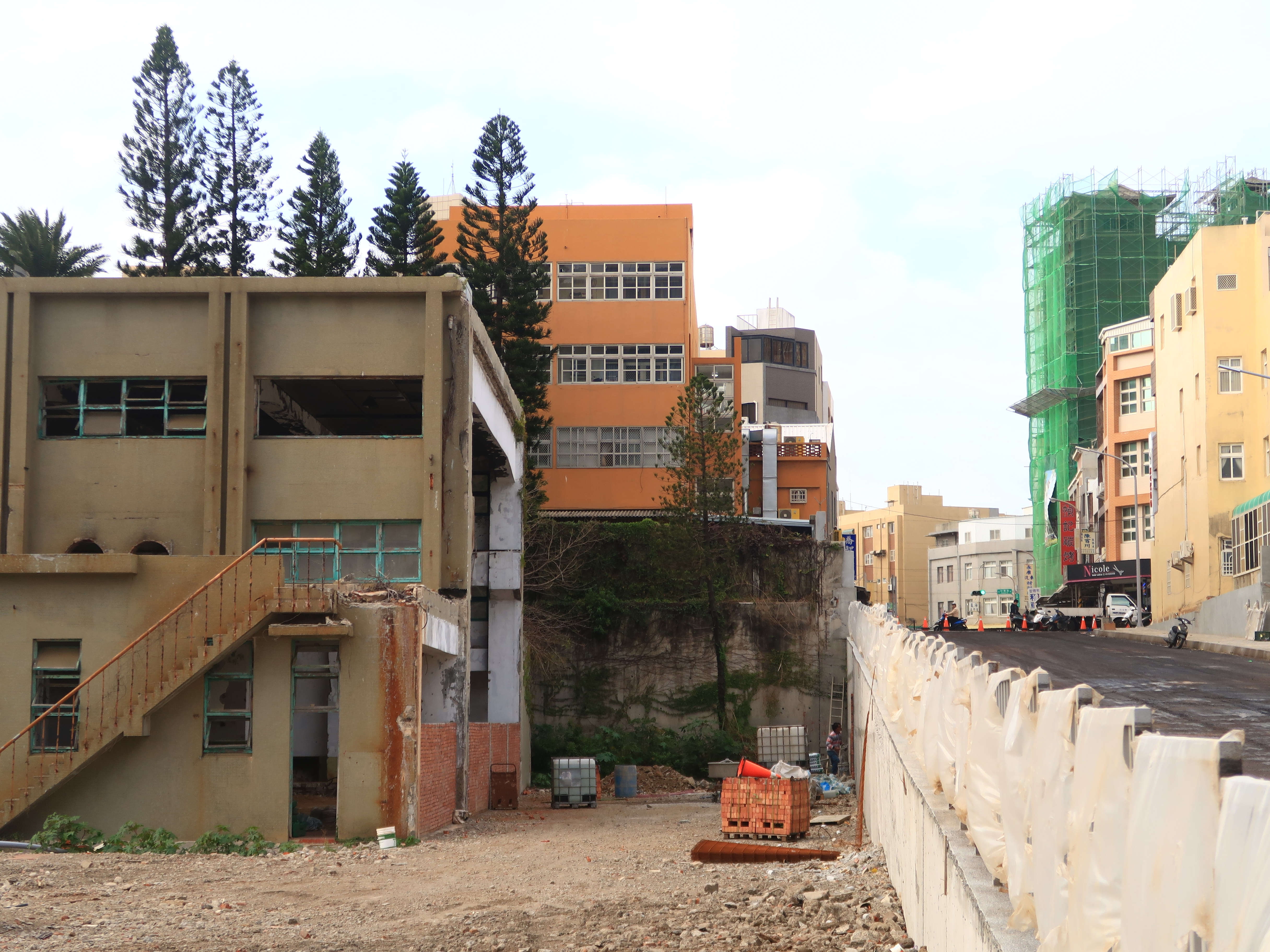
新村路與台電舊廠區
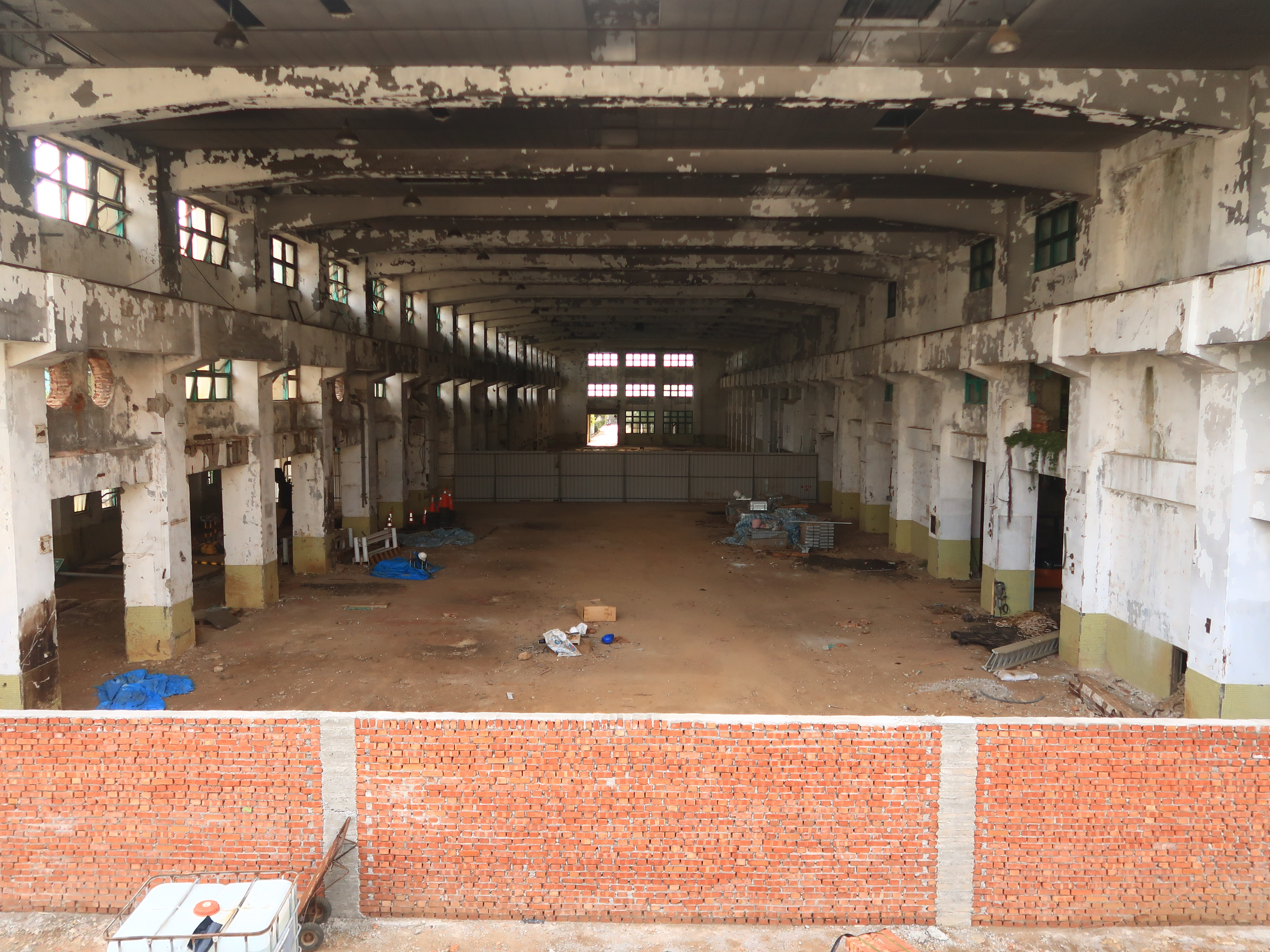
台電廠房（攝於2020年）
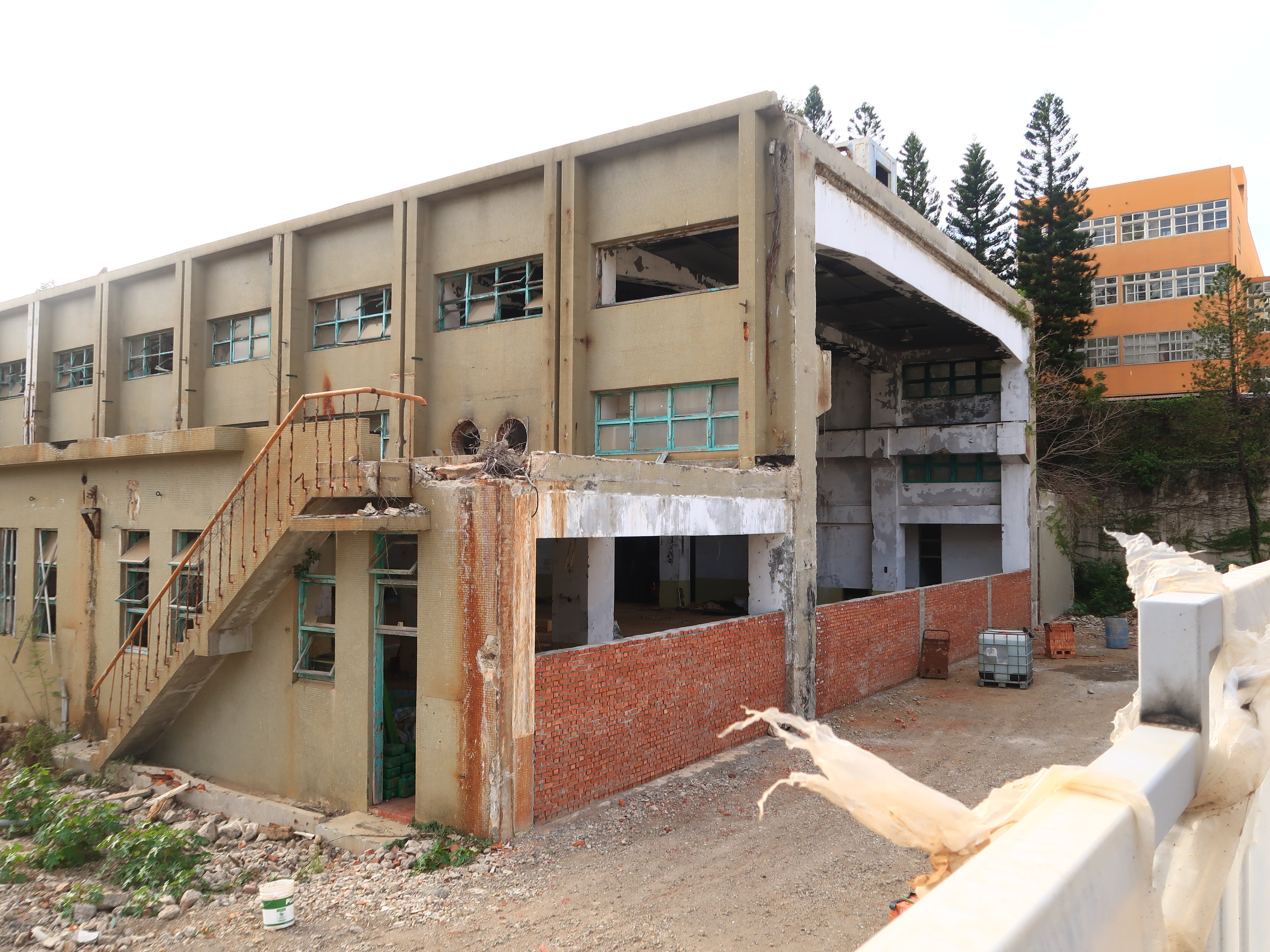
台電廠房（攝於2020年）
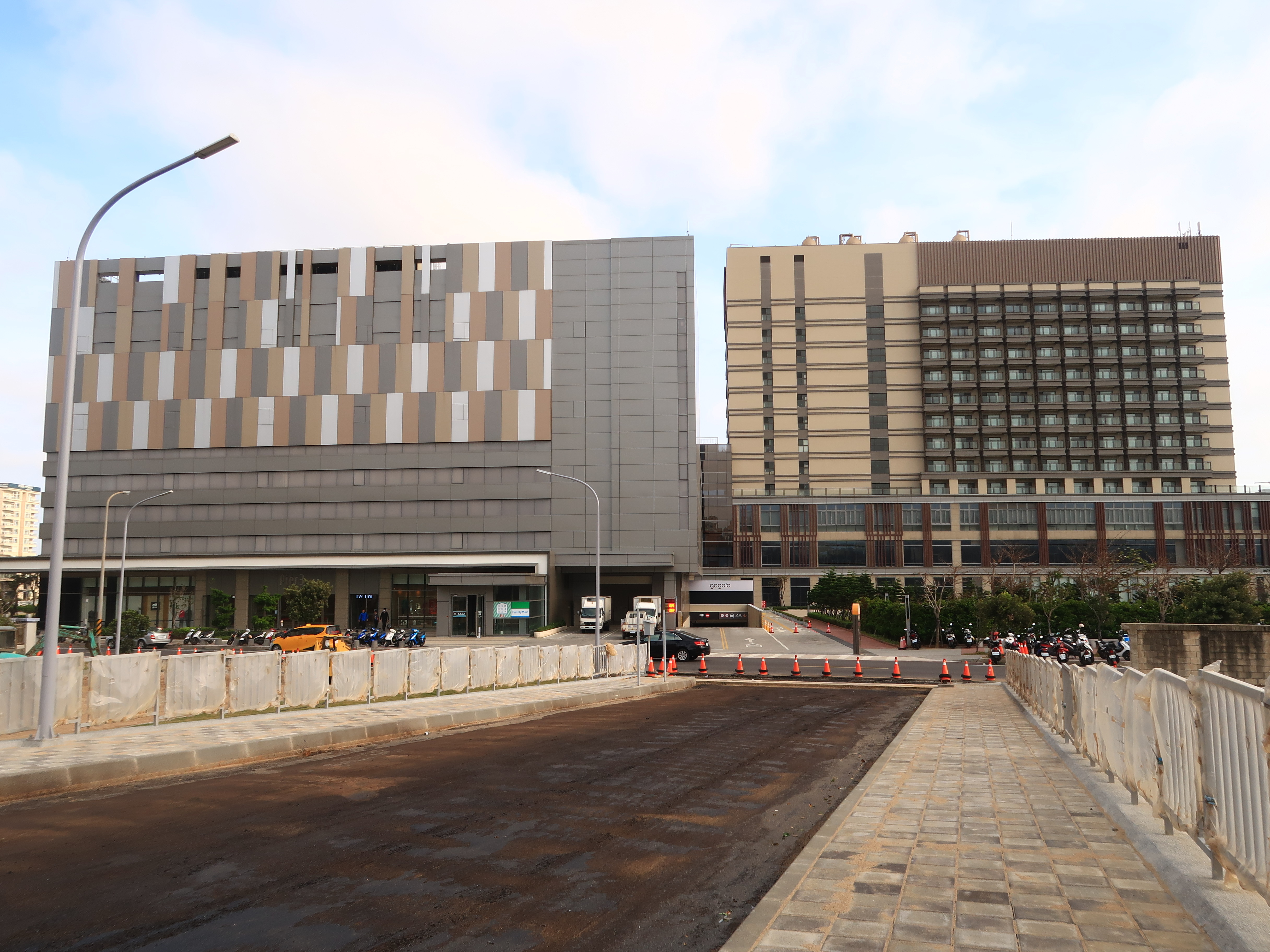
昇恆昌三號港（免稅商店）

## 外部連結
- 中華電視公司，〈文物浩劫？澎縣府無預警百年舊電廠〉
- 澎湖縣政府建設處－城鄉發展科 （页面存档备份，存于）